# Хван Хун Хі
Хван Хун Хі (кор. 황 훈 희; зустрічається також Гванг Хунхі; 6 квітня 1987, Південна Корея) — південнокорейський футболіст, нападник клубу «Кенджу».

## Біографія

### Клубна кар'єра
Виступав за команду сеульського університету «Сонкюнкван».
Влітку 2009 року перейшов у запорізький «Металург», разом із співвітчизником Кім Пхен Не. У Прем'єр-лізі України дебютував 9 серпня 2009 року в домашньому матчі проти полтавської «Ворскли» (1:1), Хван Хун Хі вийшов на 62 хвилині замість Артура Каськова. 15 серпня 2009 року у матчі 1/16 фіналу Кубка України проти «Ворскли» (2:3), Хван Хун Хі вийшов на 71 хвилині замість Ігоря Бугайова, в додатковий час він забив переможний гол на 114-й хвилині у ворота Сергія Долганського. У Хван Хун Хі була мовна проблема в команді, йому довгий час шукали перекладача, до того ж він не знав англійської мови. У чемпіонаті України він провів всього 3 матчі, в Кубку України він провів 2 матчі і забив 1 гол, також провів 3 матчі і забив 1 гол у молодіжній першості України. У грудні 2009 року стало відомо, що він покинув клуб, разом з партнером з Південної Кореї. Пізніше з'явилася інформація Хван Хун Хі разом з Кім Пхен Не може перейти в одеський «Чорноморець», однак ця інформація була спростована.
На початку 2011 року перейшов в клуб «Теджон Сітізен». У чемпіонаті Південної Кореї дебютував 6 березня 2011 року у виїзному матчі проти «Ульсан Хенде» (1:2), Хван Хун Хі вийшов на 78 хвилині замість бразильця Вагнера.

### Кар'єра в збірній
У складі студентської збірної Південної Кореї взяв участь у Літній Універсіаді 2009 в Белграді. У групі Південна Корея посіла 1-е місце, обійшовши Італію, Уругвай та Ірландію. У чвертьфіналі південнокорейці поступилися Україні (1:1, по пен. 4:1), Хван Хун Хі грав у статусі капітана команди. Південна Корея за підсумками турніру посіла 6-е місце, поступившись в матчі за 5-6 місце Чехії (0:2). Хван Хун Хі зіграв у всіх матчах збірної.